# Josef Wiessalla
Josef Wiessalla (* 15. Dezember 1898 in Beuthen, Provinz Schlesien; † März 1945 in Breslau, Provinz Niederschlesien) war ein deutscher Schriftsteller und Journalist. In der Zwischenkriegszeit galt er als eines der vielversprechendsten Talente in Oberschlesien.

## Leben
Wiessalla wurde als eines von acht Kindern eines Bahnwärters geboren. Trotz seiner Begabung konnte er infolge der Armut der Familie keine weiterführende Schule besuchen, so dass er sich nach der Volksschule als Hüttenarbeiter verdingte.
Nach dem Kriegsdienst im Ersten Weltkrieg versuchte er sich in Oppeln in einer Vielzahl von Berufen und Tätigkeiten, u. a. als Bergmann, als Maschinist, als Buchhalter und als Reporter. Zeitweise war er arbeitslos. Während der Aufstände in Oberschlesien von 1919 bis 1921 war Wiessalla „Grenzschutzkämpfer gegen aufständische Polen“, so seine Selbstauskunft. Zugleich litt er darunter, dass die oberschlesische Kultur nach 1918 von beiden Seiten bedrängt wurde, durch Germanisierung oder durch Polonisierung. Er war zeitweilig Mitglied des Bundes proletarisch-revolutionärer Schriftsteller; ob er auch der KPD angehörte, ist ungewiss.
1928 begann Wiessalla für die von Karl Schodrok herausgegebene Zeitschrift Der Oberschlesier zu schreiben; daraufhin entdeckte ihn der ebenfalls aus Beuthen stammende Max Tau für den Verlag von Bruno Cassirer. Wiessallas Romane und Erzählungen stellen die „einfachen Leute“ Schlesiens in den Mittelpunkt, sie sind heimatverbunden und sozialkritisch. Mit seinen Romanen, Erzählungen und Dramen „schrieb er gegen den deutschen und polnischen Nationalismus an“. Sein Roman Die Empörer erschien 1935 als Fortsetzungsroman in der damals viel gelesenen Reihe „Bibliothek der Unterhaltung und des Wissens“ der Union Deutsche Verlagsgesellschaft. Sein Drama Die Front unter Tage: Ein Bergwerksstück in drei Akten wurde auch als Hörspiel vom Deutschlandsender ausgestrahlt.
Im Zweiten Weltkrieg musste Wiessalla wiederum Kriegsdienst leisten. Seit der Schlacht um Breslau ist er verschollen; später wurde er für tot erklärt.
Wiessallas deutschsprachiges Werk wird seit einigen Jahren in dem inzwischen polnischen Schlesien wiederentdeckt.

## Werke
Erzählungen:
- Die Front unter Tage (1937)
- Gowin sucht das Genie (1938)
- Niemands Land (1942)
- Die Schlacht von Himmelwitz (1943)

Romane:
- Die Empörer (1935)
- Udyta (1939)
- Zwischen Tag und Traum (1941)
- Der Orpheusbecher (1942)
- Unter Tage (1961)[10]

Theaterstücke:
- Volk auf Vorposten: Drama in fünf Aufzügen (1928)
- Krise: Arbeitslosentragödie  (1929)
- Die Front unter Tage: Ein Bergwerksstück in drei Akten (1934)
- Die Brunnenkomödie: Ein Spiel in drei Akten (1937)

Übersetzungen von Wiessalas Werken in andere Sprachen:
- Tschechisch: Buřiči (1941) – Die Empörer
- Norwegisch: Opprørerne på Gorek (1942) – Die Empörer
- Niederländisch: Niemands land (1943) – Niemands Land
- Polnisch: Bitwa pod Jemielnicą (2017) – Die Schlacht von Himmelwitz